# Murfatlar
Pour les articles homonymes, voir Basarabi.
Murfatlar (anciennement Basarabi) est une ville du județ de Constanța en Roumanie.

## Étymologie
Murfatlar, en turc, signifie les « gens de Murfat », ce dernier ayant été le seigneur du lieu à la période ottomane. Si ce Murfat est un Mircea islamisé comme l'affirme la légende locale, le lieu s'appelait peut-être Mircești auparavant. Mais comme on n'en a aucune certitude, la ville a été renommée Basarabi de 1924 à 1965 et de 1980 à 2007, en référence au voïvode Mircea de la dynastie valaque des Bessarab auquel la légende locale prête la fondation du domaine viticole, fameux pour son cépage qui fait la prospérité de la ville. La même légende prétend que les changements de nom de la ville sont dus, dans le sens Murfatlar-Basarabi, aux difficultés d'élocution respectivement du roi Ferdinand et du président communiste Nicolae Ceaușescu, et dans le sens Basarabi-Murfatlar à la dégustation des vins de ce terroir (connu comme « Murfatlar ») respectivement par le dirigeant communiste Chivu Stoica et par le président démocrate Traian Băsescu d'ailleurs natif du lieu.

## Démographie
En 2011, la ville comptait 9 634 habitants dont 84,30 % de Roumains, 5,50 % de Tatars, 2,49 % de Roms, 1,00 % de Turcs, 0,10 % de Hongrois et 6,57 % de personnes n'ayant pas déclaré leur ethnicité.

## Politique
| Parti | Parti                                      | Sièges |
| ----- | ------------------------------------------ | ------ |
|       | Parti social-démocrate (PSD)               | 8      |
|       | Parti national libéral (PNL)               | 7      |
|       | Alliance des libéraux et démocrates (ALDE) | 2      |

## Personnalités
L'ancien président de la République Traian Băsescu est natif de la ville.